# ان‌جی‌سی ۴۰۱۳
ان‌جی‌سی ۴۰۱۳ (به انگلیسی: NGC 4013) یک کهکشان مارپیچی بدون میله در فاصله ۵۵ میلیون سال نوری در صورت فلکی خرس بزرگ است. خلاف اکثر کهکشان‌ها، لبه این کهکشان به سمت زمین قرار دارد .